# Các tập hợp không giao nhau

Hai tập hợp rời nhau hay hai tập không có phần tử chung.

Trong toán học, hai tập hợp gọi là không giao nhau khi chúng không có phần tử nào chung. Tương tự, hai tập không giao nhau là các tập có phép giao giữa chúng là một tập hợp rỗng.
{\displaystyle A\cap B=\varnothing .\,}

## Các ví dụ
1. Phần bù của tập hợp A trong tập hợp B CAB và tập hợp A
2. Tập hợp bất kỳ A và tập hợp rỗng {\displaystyle \varnothing .\,}